# Scopula myrmidonata
Scopula myrmidonata är en fjärilsart som beskrevs av Achille Guenée 1858. Scopula myrmidonata ingår i släktet Scopula och familjen mätare. Inga underarter finns listade.